# Captain Berlin
Captain Berlin ist ein von dem Autor und Regisseur Jörg Buttgereit erdachter Westberliner Superheld. Sein Debüt hatte Captain Berlin 1982 in einem selbstproduzierten Kurzfilm. Seit 2013 erscheint Captain Berlin als Comicreihe im Verlag Weissblech Comics.

## Geschichte
Vorgeschichte
1982 drehte Jörg Buttgereit in West-Berlin den Kurzfilm Captain Berlin – Retter der Welt mit Bela B. Felsenheimer. In dem elfminütigen Streifen von 1982 entführt der roboterhafte Schurke und Erzfeind Mister Synth Captain Berlins heimliche Liebe Miss Priscilla. Im Jahr 1984 folgte das Sequel Captain Berlin gegen Hyxar.
Hörspiel und Theaterstück
Für den WDR schrieb Jörg Buttgereit 2006 das Hörspiel Captain Berlin vs. Dracula, das 2007 als Theaterstück Captain Berlin vs. Hitler adaptiert wurde und dessen Premiere am Hebbel-Theater (HAU1) in Berlin war. Für die Veröffentlichung des Stücks als DVD-Mitschnitt Rainer F. Engel in Zusammenarbeit mit Levin Kurio den Comic Operation Untergang. Zum 30. Jahrestag der deutschen Wiedervereinigung schrieb Buttgereit 2020 für den WDR das Hörspiel Captain Berlin und die wirklich wahre Geschichte vom Mauerfall, das 2021 als Hörspiel erschien.
Comicfigur
2013 erschien die Erstausgabe der Captain Berlin-Comicserie im Verlag Weissblech Comics. Sie enthielt die Episoden Operation Untergang sowie Captain Berlin vs. Fukuda.
In den Heften hat Captain Berlin eine unscheinbare Alltagsidentität und heißt mit bürgerlichem Namen Fritz Neumann. Seine Gegenspieler sind oft reale Diktatoren aus der Geschichte wie Adolf Hitler, Nordkoreas Kim Jong-il und Erich Honecker, aber auch Fantasiegestalten wie Mister Synth und Ilse von Blitzen. Die Geschichten parodieren vor allem den Stil der amerikanischen Superheldencomics der sechziger Jahre.

## Comichefte
- 2009: Captain Berlin #0: Operation Untergang (Mini-Comic als Beileger für die DVD Captain Berlin versus Hitler)
- 2013: Captain Berlin #1: mit den Geschichten Operation Untergang und Captain Berlin vs. Fukuda (Buttgereit, Levin Kurio, Rainer F. Engel, Marte Kurio, Martin Trafford)[3]
- 2014: Captain Berlin #2: Captain Berlin muss sterben und Captain Berlin und der Elefantenmensch (Teil 1) (Buttgereit, Fufu Frauenwahl, Levin Kurio, Marte Kurio, Martin Trafford)
- 2015: Captain Berlin #3: Captain Berlin und der unglaubliche Elefantenmensch (Teil 2) und Ist Captain Berlin tot? (Buttgereit, Levin Kurio, Marte Kurio, The LEP, Martin Trafford)
- 2015: Captain Berlin #4: Captain Berlin in Hiroshima und In der Pyramide der Morgenröte (Buttgereit, Levin Kurio, Rainer F. Engel)
- 2016: Captain Berlin #5: Captain Berlin in Nord-Korea (Buttgereit, Levin Kurio, Geier)
- 2016: Captain Berlin #6: Genosse Berlin greift an (Buttgereit, Levin Kurio, Rainer F. Engel)
- 2017: Captain Berlin #7: Captain Berlin gegen den horriblen VHS-Mann sowie Auf der Spur der East-Side-Zombies (Achtseiter, bereits erschienen in U-Comix #195) (Buttgereit, Rainer F. Engel, Levin u. Marte Kurio, Steff Murschetz)
- 2017: Captain Berlin Supersammelband #1 (Hefte 1–4)
- 2018: Captain Berlin #8: Das Bilderheft des Todes (Buttgereit, Levin Kurio, FuFu Frauenwahl, Rainer F. Engel)
- 2019: Captain Berlin #9 Angriff der 50-Meter Ilse / Die Gremlins vom BER (Buttgereit, Levin Kurio, Martin Trafford, Rainer F. Engel)
- 2019: Captain Berlin Sonderausgabe zum Gratis Comic Tag Die grüne Ausgeburt der Hölle (Kurio, Engel)
- 2020: Captain Berlin #10 Wahnsinn im Weltraum ... jetzt kommt Space-Hitler (Buttgereit, Frauenwahl, Kurio)
- 2020: Captain Berlin #11 Captain Berlin gegen Captain Bootleg (Buttgereit, Malottke, Trafford)
- 2021: Captain Berlin Supersammelband #2 (Hefte 5–8)
- 2022: Captain Berlin #12 Captain Berlin hinter Gittern (Buttgereit, Musal)
- 2023: Captain Berlin #13 Mauerfall durch Beatkrawall (Buttgereit, Frauenwahl)
- 2024: Captain Berlin #14 Auferstanden aus Ruinen: Neo Genosse Berlin (Buttgereit, Frauenwahl)
- 2024: Captain Berlin #15 Captain Berlin und das Phantom der Nacht (Buttgereit, Malottke)